# Quet-en-Beaumont
Quet-en-Beaumont este o comună în departamentul Isère din sud-estul Franței. În 2009 avea o populație de 65 de locuitori.

## Evoluția populației
| An        | 1975 | 1982 | 1990 | 1999 | 2006 | 2009 |
| --------- | ---- | ---- | ---- | ---- | ---- | ---- |
| Populație | 46   | 45   | 36   | 49   | 63   | 65   |